# Estola subannulicornis
Estola subannulicornis är en skalbaggsart som beskrevs av Stefan von Breuning 1963. Estola subannulicornis ingår i släktet Estola och familjen långhorningar. Inga underarter finns listade i Catalogue of Life.